# Biodiversidad de Guatemala

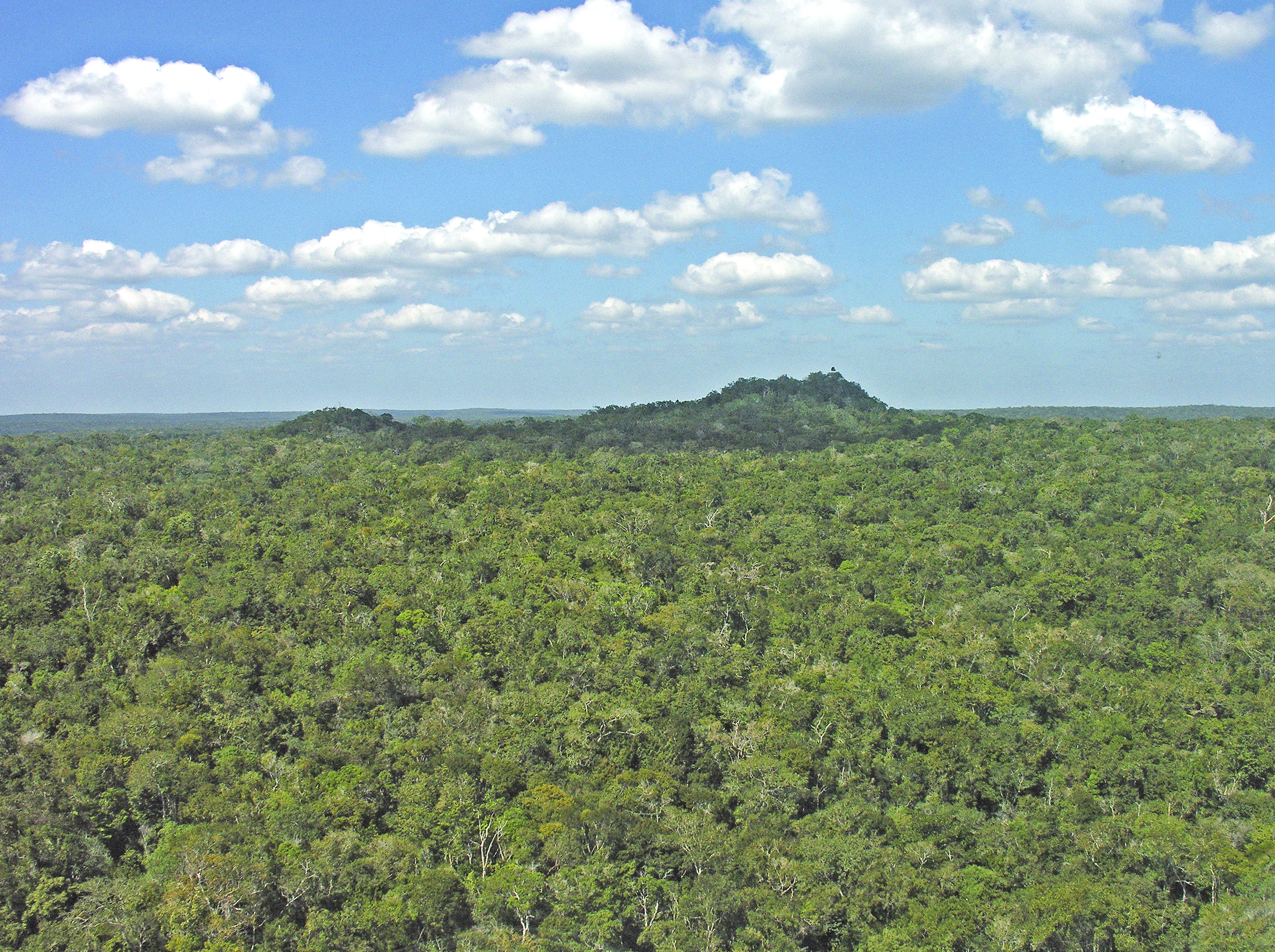
Guatemala es considerado el quinto punto de acceso a la biodiversidad en el mundo.

A pesar de ser un país pequeño en tamaño, Guatemala es excepcional en términos de diversidad biológica en comparación a otros países y regiones: según Parkswatch y la UICN,  se considera el quinto punto de acceso a la biodiversidad en el mundo. Con siete biomas, Guatemala se sitúa en el primer lugar de Centroamérica en cuanto a diversidad ecorregional (14 ecorregiones) y en segundo lugar en el número total de especies descritas superado únicamente por Costa Rica. En términos de especies endémicas Guatemala ocupa el primer lugar en relación con Centroamérica ya que más del 13% de las especies de mamíferos, reptiles, anfibios, aves y plantas son endémicas. Este rasgo es particularmente notorio para la flora, ya que más del 15% de las especies que existen en el país son consideradas endémicas.
El país cuenta con 14 regiones ecológicas que van desde el bosque de manglar (4 especies), tanto en litorales, bosques secos y matorrales en las tierras altas del este, subtropicales y tropicales selvas tropicales, humedales, bosques nublados en la región de Verapaz, bosques mixtos y bosques de pino en el tierras altas.
Más de un tercio del territorio guatemalteco (36.3% o alrededor de 39 380 km²) está cubierto de bosques. Alrededor de la mitad de los bosques (49.7% o aproximadamente 19 570 km²) se clasifican como bosque primario, que se considera el tipo de bosque con mayor biodiversidad. Guatemala tiene la mayor cantidad de especies arbóreas en la región, pues dentro del territorio se incluyen 17 coníferas (pinos, cipreses, incluido el endémico Abies guatemalensis), la mayor cantidad en cualquier región tropical del mundo. 
Guatemala alberga más de 9000 especies de plantas y animales vertebrados. Guatemala tiene unas 1246 especies conocidas de anfibios, aves, mamíferos y reptiles, según cifras del Centro Mundial de Monitoreo de la Conservación. De estas, el 6.7% son endémicos, lo que significa que no existen en ningún otro país, y el 8.1% son especies amenazadas. Tiene 192 especies de mamíferos nativos, 486 especies de aves (370 especies se reproducen en el país y la presencia adicional de 116 especies más, casi el 20% de la avifauna de especies migratorias). Según Villar, las especies de anfibios nativos se agrupan en nueve familias y 27 géneros, siendo la más numerosa la familia de los anuros (sapos y ranas) con 83 especies. El país tiene la diversidad de salamandras sin pulmones (familia Plethodonitiadae) más alta del mundo, con 41 especies, de las cuales 19 son endémicas. También alberga al menos 8681 especies de plantas vasculares, de las que el 13.5% son endémicas.
El continente americano ha sido considerado como el lugar de origen de una serie de importantes plantas cultivadas, muchas de ellas originarias de la región compartida entre México y Guatemala. El país es considerado como uno de los centros de origen por Nikolai I. Vavilov, quien mediante el análisis del origen y la fuente de variación genética de las plantas cultivadas, consideró a Guatemala como uno de los centros de diversidad genética más ricos del mundo. 
También la diversidad cultural (exclusivamente humana) debe considerarse como parte de la biodiversidad. Al igual que la diversidad genética o de especies, algunos atributos de las culturas. La diversidad cultural se manifiesta por la pluralidad del lenguaje, de las creencias religiosas, de las prácticas del manejo de la tierra, en el arte, en la música, en la estructura social, en la selección de los cultivos, en la dieta.
Estos grupos nativos poseen conocimientos importantes respecto a usos y propiedades de especies; diversidad de recursos genéticos y las técnicas de manejo.
Y con 25 grupos sociolingüísticos, la biodiversidad de Guatemala va más allá de la flora y fauna; sus paisajes y sus raíces culturales y tradiciones son un gran atractivo para el turismo.